# 石毓澍
石毓澍（1918年—），男，天津人，中国心内科专家、医学教育家，曾任天津医学院第二附属医院院长、教授、博士生导师，中华医学会副会长。